# Campionati italiani femminili assoluti di atletica leggera 1937
I XV campionati italiani femminili assoluti di atletica leggera si sono tenuti a Piacenza, presso lo stadio comunale del Littorio, il 5 luglio 1937. Sono stati assegnati dodici titoli in altrettante discipline.
La classifica per società vide trionfare la Venchi Unica Torino con 53 punti, seguito da Filotecnica Milano con 50 punti e Dopolavoro Pubblico Impiego Trieste con 21 punti. Fu anche stilata una classifica per regioni, che vide in testa il Piemonte con 96 punti, seguito da Lombardia e Venezia Giulia.

## Risultati
| Specialità             | Oro                                                                            | Prestazione | Argento                                                                                         | Prestazione | Bronzo                                        | Prestazione |
| Corse                  | Corse                                                                          | Corse       | Corse                                                                                           | Corse       | Corse                                         | Corse       |
| ---------------------- | ------------------------------------------------------------------------------ | ----------- | ----------------------------------------------------------------------------------------------- | ----------- | --------------------------------------------- | ----------- |
| 60 m                   | Alberta Davicini Reale Società Ginnastica di Torino                            | 8"1         | Lidia Bongiovanni Dopolavoro Aziendale Sip Torino                                               | 8"2         | Italia Lucchini Venchi Unica Torino           | 8"2         |
| 100 m                  | Claudia Testoni Venchi Unica Torino                                            | 12"4        | Alberta Davicini Reale Società Ginnastica di Torino                                             | 12"8        | Apollonio Dopolavoro Pubblico Impiego Trieste | 12"9        |
| 200 m                  | Fernanda Bullano Venchi Unica Torino                                           | 26"5        | Ita Penzo Filotecnica Milano                                                                    | 27"0        | Pozzi Polisportiva Giordana Genova            | 27"5        |
| 800 m                  | Leandrina Bulzacchi Venchi Unica Torino                                        | 2'28"5      | Caselli Filotecnica Milano                                                                      | 2'30"8      | Cleo Balbo Venchi Unica Torino                | 2'32"0      |
| 80 m hs                | Ondina Valla Virtus Bologna Sportiva                                           | 11"8        | Maria Alfero Filotecnica Milano                                                                 | 13"2        | Livia Michiels Venchi Unica Torino            | 13"2        |
| Staffetta 4×100 m      | Filotecnica Milano Jolanda Colombo Carla Pellegrini Franca Agorni Maria Alfero | 52"9        | Dopolavoro Aziendale Sip Torino Capotorti Teresa Gina Varetto Viviana Di Maio Lidia Bongiovanni | 53"7        | Polisportiva Giordana Genova                  | 54"6        |
| Salti                  |                                                                                |             |                                                                                                 |             |                                               |             |
| Salto in alto          | Ondina Valla Virtus Bologna Sportiva                                           | 1,45 m      | Gina Spaggiari Fascio Giovanile Parma                                                           | 1,40 m      | Pulici Dopolavoro Carate Brianza              | 1,35 m      |
| Salto in lungo         | Claudia Testoni Venchi Unica Torino                                            | 5,33 m      | Gabre Gabric Filotecnica Milano                                                                 | 4,73 m      | Jolanda Colombo Filotecnica Milano            | 4,71 m      |
| Lanci                  |                                                                                |             |                                                                                                 |             |                                               |             |
| Getto del peso         | Bruna Bertolini Tecnomasio Milano                                              | 9,87 m      | Canziani Dopolavoro Pubblico Impiego Trieste                                                    | 9,85 m      | Giorgina Grossi Virtus Bologna Sportiva       | 8,95 m      |
| Lancio del disco       | Gabre Gabric Filotecnica Milano                                                | 32,90 m     | Alma Guidi Parioli                                                                              | 32,56 m     | Nerea Krenn Giovinezza Trieste                | 31,58 m     |
| Lancio del giavellotto | Alma Guidi Parioli                                                             | 31,83 m     | Comin Dopolavoro Pubblico Impiego Trieste                                                       | 27,11 m     | Bruna Bertolini Tecnomasio Milano             | 25,42 m     |
| Prove multiple         |                                                                                |             |                                                                                                 |             |                                               |             |
| Pentathlon             | Amelia Piccinini Dopolavoro Alessandria                                        | 179 p.      | Durantini Parioli                                                                               |             | Clivio Venchi Unica Torino                    |             |